# Португальские владения в Северной Африке
Португальская колонизация Северной Африки (порт. Algarve de Além) началась в конце средневековья с завоеванием Сеуты в 1415 году и продолжалась несколько веков вплоть до решения об эвакуации всего населения последнего португальского города города Магазан (Эль-Джадида) в колониальную Бразилию в 1769 году. В португальской историографии полоса владений на атлантическом побережье Магриба получила название Алгарве-де-Алем (букв. Заморский Алгарви) или Алгарбе-де-Барберия (букв. Берберский Алгарви) благодаря стойкой ассоциации с зеркальным отражением самого Алгарви — прибрежного региона на крайнем юге современной Португалии, который вошёл в её состав по итогам Реконкисты в конце XIII века.

## Иберийская уния
К концу XVI века португальцы захватили или поставили под свой прямой контроль практически все значимые города и крепости атлантического побережья современного Марокко вплоть до г. Сеута включительно. Распад унии с Испанией в 1640 году привёл к значительному изменению баланса сил в Магрибе в пользу Испании, поскольку большинство губернаторов контролируемых христианами городов было настроено происпански. Под власть португальской короны в итоге вернулись лишь Танжер, вскоре переданный англичанам и оставленный ими, а также Касабланка (заброшенная после землетрясения 1755 года) и Мазаган, ставший на долгое время единственным португальским владением в Магрибе вплоть до решения о эвакуации всех его жителей в португальскую Бразилию в 1769 году.
После разрыва Иберийской унии сама Испания также сильно ослабла: с 1648 по 1715 годы турки-османы постепенно отбили у венецианцев весь Крит при практически полном бездействии Испании, а также, при поддержке местных вождей, постепенно отбили у неё же все испанские владения в Тунисе и Триполитании. Этой ситуацией решил воспользоваться новый марроканский султан. В 1681 году он отнял у испанцев Аль-Мамуру. В 1684 году под его власть перешел переданый португальцами англичанам, но вскоре оставленный ими Танжер. В 1689 году марроканцы взяли испанский Лараш, в 1691 году пала испанская Арсила. Таким образом, за короткий срок всё атлантическое побережье Марокко, за исключением возвращённого португальцами Мазагана и Касабланки, было почти полностью освобождено от испанцев. Средиземноморские города Сеута и Мелилья, никогда не входившая в состав Португалии, а также небольшие острова Пеньон де Альхусемас и Пеньон де Велес, несмотря на постоянные осады султанской армии, продолжали отстаивать испанцы.